# Клеман, Оливье
Оливье́-Мори́с Клема́н (фр. Olivier-Maurice Clément; 17 ноября 1921, Севенны — 15 января 2009, Париж) — французский богослов, историк, профессор Свято-Сергиевского православного института в Париже, автор многих книг, популяризатор православия в западных странах, деятель экуменического движения.

## Биография

### Семья и воспитание
Ольвье Клеман родился 17 ноября 1921 года в Севеннах, на юге Франции. Среди его предков были католики и протестанты, но отец и дед были атеистами, и его семья была нерелигиозной. Он рос в среде социалистов, где религия не практиковалась.

### Образование и формирование убеждений
Некоторое время Клеман изучал марксизм. Впоследствии изучал историю религий под руководством известного французского историка Альфонса Дюпронта в Университете Монпелье. В годы II мировой войны участвовал во французском Сопротивлении.
По его собственному признанию, занимаясь историей культур и религий в течение десяти лет, он находился в поисках смысла жизни. Изучал труды христианских богословов Кьеркегора, Ньюмена, Шестова. Был увлечён индийской философией. Обращение в православие Клемана произошло после прочтения книги Владимира Лосского «Мистическое богословие Восточной Церкви». Также влияние на него оказали книга Николая Бердяева «Философии свободного духа» и произведения Фёдора Достоевского. Клеман принял крещение в православной церкви в возрасте 30 лет. Изучал святоотеческое богословие под руководством Владимира Лосского, который считал его самым одарённым учеником и стал его близким другом.

### Деятельность и заслуги

Оливье Клеман, архимандрит Петр (Л’Юилье), архимандрит Дионисий (Шамбо), митрополит Николай (Ярушевич), архиепископ Василий (Кривошеин) и Владимир Лосский. Москва, 1956 год.

В течение тридцати пяти лет Клеман был профессором сравнительного и нравственного богословия в Свято-Сергиевском православном институте в Париже. Являлся также почётным доктором Лувенского университета в Бельгии, Факультета православного богословия в Бухаресте в Румынии, университета Святейшего Сердца в Коннектикуте в США, преподавал во многих других учебных заведениях. Преподавал историю в Лицее Людовика Великого в Париже в течение 40 лет.
Клеман написал около тридцати трудов по богословию и церковной истории, а также многочисленные статьи. Часть этих трудов переведено на иностранные языки, включая английский. Он стал православным богословом международного уровня. Среди его книг наиболее известны: «Византия и Христианство» (1964), «Православная Церковь» (3-е изд. 1985), «Беседы с Патриархом Афинагором» (1969), «Вопросы о человеке» (1972), «Дух Солженицына» (1974), «Сердечная молитва» (1977). Он являлся редактором французского православного журнала «Контакты». Был президентом Общества верующих писателей Франции.
Клеман был убеждённым экуменистом, сторонником единства христиан и сторонником диалога с нехристианскими религиями. Его ценили не только представители христианских церквей, но и мусульмане и иудеи. В 1967—1997 годы он был консультантом Комитета православных епископов Франции и являлся членом смешанной комиссии по православно-католическому богословскому диалогу, а также участвовал в двусторонних встречах с протестантами.
Клеман стремился к построению взаимного уважения между христианами разных церквей, ожидая, что в будущем они не будут требовать друг от друга, чтобы их церкви были идентичными. После распада Советского Союза и Югославии он выступил с критикой националистических настроений в среде духовенства. Такие взгляды делали его непопулярным среди некоторых православных. Клеман настаивал, что движение к подлинному христианскому единству должно быть внутренним, а не навязываться церковными или политическими властями.
Клеман близко общался с многими выдающимися церковными деятелями разных конфессий. В их числе находились Константинопольский Патриарх Афинагор I, Папа Римский Иоанн Павел II, архимандрит Софроний (Сахаров), румынский священник и богослов Думитру Станилоэ, основатель экуменической общины Тэзе брат Роже. В 1968 году Клеман проводил интервью с патриархом Афинагором, которые легли в основу книги «Беседы с Патриархом Афинагором».
В 1998 году Иоанн Павел II обратился к Клеману с просьбой составить текст размышлений для стояний Крестного пути, который Папа проводит каждый год в Страстную Пятницу в римском Колизее. Текст, созданный Клеманом, подчёркивал страдания женщин и содержал сокрушение о муках, которые причиняли христиане евреям вследствие обвинений их на протяжении столетий в распятии Иисуса Христа.
Когда Иоанн Павел II призвал некатолические церкви сообщить, как они рассматривают папство, в своей энциклике Ut Unum Sint («Да будут все едино»), Клеман откликнулся, написав труд «Ты Пётр» (2003). Там утверждалось, что институт папства стал настолько авторитарен, что не позволяет автономии местных церквей, однако папство играло позитивную роль на протяжении первого тысячелетия, когда часто являлось авторитетным органом в решении вопросов христианской доктрины. В отличие от своего учителя Владимира Лосского, Клеман не рассматривал католическое вероучение в целом содержащим ереси и заблуждения.
Клеман стал одним из начинателей Православного братства в Западной Европе в начале 1960-х годов, был в течение многих лет председателем этого братства, принимал активное участие в его конгрессах с 1971 года. Клеман известен как богослов, уделявший внимание вопросам современности, ответы на которые искал в традиции церкви.

### Смерть
Оливье Клеман умер 15 января 2009 года. Церковное богослужение его отпевания состоялось в храме Сергиевского подворья, где находится Свято-Сергиевский православный богословский институт. На этом богослужении присутствовал глава Архиепископии русских православных церквей в Западной Европе архиепископ Гавриил (де Вильдер) со множеством духовенства и верующих, а также шесть епископов, представлявших Константинопольский (греческий), Антиохийский (арабский) и Румынский Патриархаты, католическое духовенство, представители межконфессиональной общины Тэзе и монашествующие из Иерусалима.

## Оценки
По случаю смерти Оливье Клемана Ассамблея православных епископов Франции выступила со специальным заявлением, в котором, в частности, говорилось, что ему был свойственен «филокалический (добротолюбивый)» взгляд на мир: он был поистине «влюблен в Божественную красоту, которую он старался найти и разгадать в мире и в каждой человеческой личности».
Епископ Венский и Австрийский Иларион (Алфеев), представитель РПЦ МП, охарактеризовал Клемана как выдающегося популяризатора православия и продолжателя дела русских богословов парижской школы — Владимира Лосского, протоиерея Георгия Флоровского, архимандрита Киприана (Керна).
Брат Алоис, глава межконфессиональной общины Тэзе после её основателя брата Роже, по случаю смерти Клемана отметил, что он был другом этой общины, оценил его заслуги и сообщил, что он «помог полюбить православие».
Весьма высокую оценку он сам и его труды получили в Свято-Филаретовском богословском институте, членом попечительского совета он был: «проф. Клеман навсегда останется для нас образом, то есть в глубоком смысле слова „иконой“ человека, которого просветил свет Христов так, что он смог передать его тысячам других людей, лично и через свои богословские труды. Мимо них, мы уверены, не может пройти ни один православный христианин, желающий войти в сокровищницу православной богословской мысли».
Тем не менее, его творчество встречало и критику: диакон Андрей Кураев писал: 

Именно ощущение пропаганды остается у меня от знакомства с книгами некоторых современных западных православных писателей (прежде всего — Павла Евдокимова и Оливье Клемана). Их «православие» сродни восточным пряностям неоиндуистских групп типа кришнаитов, сахаджа-йогов или трансцендентальной медитации. Этакий индуизм на экспорт, заранее адаптированный ко вкусам западной публики.

### Издания на французском языке
- Transfigurer le temps : Notes sur le temps à la lumière de la tradition orthodoxe, Paris-Neuchâtel, Delachaux et Niestlé, 1959, 224 p.
- Qu’est-ce que l’Église orthodoxe : L’Église orthodoxe en France, juridictions, instituts, églises et chapelles. Bibliographie sommaire orthodoxe, Périgueux, Centre œcuménique Enotikon, 1961, 40 p.
- L’Église orthodoxe, Paris, Presses universitaires de France, coll. " Que sais-je ? no 949 ", 1961 (réimpr. 1965, 1985, 1991, 1995, 1988, 2002), 128 p. (ISBN 2-13-053042-7)
- Byzance et le Christianisme, Paris, Presses universitaires de France, coll. " Mythes et religions no 49 ", 1964, 124 p. (ISSN 07650558)
- L’Essor du christianisme oriental, Paris, Presses universitaires de France, coll. " Mythes et religions no 50 ", 1964, 124 p. (ISSN 07650558)
- Dialogues avec le Patriarche Athénagoras, Paris, A. Fayard, 1969 (réimpr. 1976), 589 p. (ISBN 2-213-00344-0)
- Questions sur l’homme…, Stock, coll. " Questions ", Paris, 1972, 221 p. ; réédition : Anne Sigier, Québec, 7 décembre 1989 (ISBN 978-2-89129-072-2)
- L’Esprit de Soljénitsyne, Paris, Stock, coll. " Le Monde ouvert ", 1974, 384 p. (ISBN 2-234-00040-8)
- L’Autre Soleil : autobiographie spirituelle, Paris, Stock, 1975 (réimpr. 1986), 175 p. (ISBN 2-234-00467-5)
- Le Visage intérieur, Paris, Stock, 1978 (réimpr. 2001), 275 p. (ISBN 978-2-234-00801-4)
- En collaboration avec Stan Rougier : La Révolte de l’Esprit : Repères pour la situation spirituelle d’aujourd’hui, Paris, Stock, coll. " Le Monde ouvert ", 4 avril 1979, 439 p. (ISBN 978-2-234-01047-5)
- Le Chant des larmes : Essai sur le repentir, (suivi de la) traduction du poème sur le repentir par saint André de Crète, Paris, Desclée de Brouwer, coll. " Théophanie, Essais ", 1982, 198 p. (ISBN 2-220-02402-4)
- Sources : Les mystiques chrétiens des origines, Stock, Paris, 1982 (réimpr. 1992), 345 p. (ISBN 2-234-01565-0 et 2-234-02468-4); réédition : Desclée de Brouwer, 3 janvier 2008, 455 p. (ISBN 978-2-220-05869-6))
- Orient-Occident : Deux passeurs, Vladimir Lossky et Paul Evdokimov, Genève, Labor et Fides, coll. " Perspective orthodoxe no 6 ", 1er juin 1985, 212 p. (ISBN 978-2-8309-0037-8)
- Les Visionnaires : Essai sur le dépassement du nihilisme, Paris, Desclée de Brouwer, coll. " Connivence ", 1er avril 1986, 264 p. (ISBN 978-2-220-02605-3)
- Notre Père, Paris, éditions du Moustier, 1988, 54 p. (ISBN 978-2-87217-003-6)
- Avec Mohamed Talbi Un respect têtu : Islam et christianisme, Paris, Nouvelle cité, coll. " Rencontres ", 1989, 311 p. (ISBN 978-2-85313-188-9)
- Avec Alexandre Schmemann : Le Mystère pascal : commentaires liturgiques, Bégrolles-en-Mauges, Abbaye de Bellefontaine, coll. " spiritualité orientale no 16 ", 1989, 77 p. (ISBN 2-85589-016-0)
- Le Christ, Terre des vivants, Bégrolles-en-Mauges, Abbaye de Bellefontaine, coll. " spiritualité orientale no 17 ", 1990, 171 p. (ISBN 2-85589-017-9)
- Berdiaev : un philosophe russe en France, Paris, Desclée de Brouwer, 1991, 241 p. (ISBN 2-220-03236-1)
- Taizé, un sens à la vie, Paris, Bayard éd.-Centurion, 1997, 110 p. (ISBN 2-227-43653-0)
- Anachroniques, Paris, Desclée de Brouwer, 23 mars 1990, 363 p. (ISBN 978-2-220-03135-4)
- Trois prières : Le Notre Père, la prière au Saint-Esprit, la prière de saint Éphrem, Paris, Desclée de Brouwer, 9 novembre 1993, 98 p. (ISBN 978-2-220-03444-7)
- Corps de mort et Corps de gloire : petite introduction à une théopoétique du corps, Paris, Desclée de Brouwer, 1995, 139 p. (ISBN 2-220-03671-5)
- Sillons de Lumière, Cerf, Paris et Fates, Troyes, 1990, 128 p. (ISBN 978-2-204-07152-9 et 978-2-909452-29-6)
- L’Œil de feu : Deux visions spirituelles du cosmos, Fontfroide-le Haut, Fata Morgana, coll. " Hermès no 5 ", 1994, 104 p. (ISBN 978-2-85194-371-2)
- Rome, autrement : Une réflexion orthodoxe sur la papauté, Paris, Desclée de Brouwer, 7 octobre 1995, 128 p. (ISBN 978-2-220-03914-5)
- La vérité vous rendra libre : Entretiens avec le patriarche œcuménique Bartholomée Ier, J.-C. Lattès et Desclée de Brouwer, Paris, 1996, 358 p. (ISBN 978-2-7096-1643-0 et 978-2-220-03894-0); réédition : Marabout, coll. " Savoir pratique no 3656 ", Paris, 1999 (ISBN 978-2-501-03151-6)
- Le Chemin de Croix à Rome, Paris, Desclée de Brouwer, 1998, 93 p. (ISBN 2-220-04252-9)
- Christ est ressuscité : propos sur les fêtes chrétiennes, Paris, Desclée de Brouwer, 1998, 93 p. (ISBN 2-220-04252-9)
- Mémoires d’espérance : Entretiens avec Jean-Claude Noyer, Paris, Desclée de Brouwer, 12 novembre 2003, 234 p. (ISBN 978-2-220-05128-4)
- Déracine-toi et plante-toi dans la mer, Québec, Anne Sigier, 19 octobre 2004, 102 p. (ISBN 978-2-89129-308-2)
- Espace infini de liberté : Le Saint-Esprit et Marie " Théotokos ", Québec, Anne Sigier, 17 mai 2005, 130 p. (ISBN 978-2-89129-476-8)
- Le Pèlerin immobile, Québec, Anne Sigier, 13 août 2006, 66 p. (ISBN 978-2-89129-509-3)
- Petite Boussole spirituelle pour notre temps, Paris, Desclée de Brouwer, 26 août 2008, 135 p. (ISBN 978-2-220-05992-1)